# Turnschuh

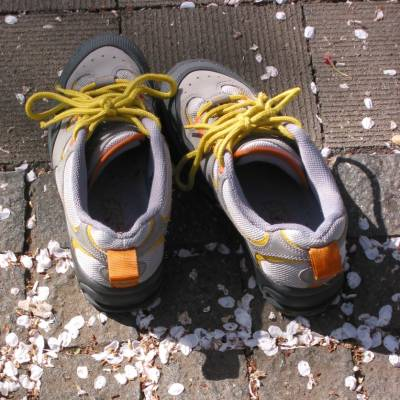
Sportschuhe: „Turnschuhe“ im umgangssprachlichen Sinne

Mit Turnschuh ist entweder ein spezieller Sportschuh für die Sportart Turnen gemeint, oder es handelt sich um den „Turnschuh“ im umgangssprachlichen Sinne. Letzterer ist ein verallgemeinerndes Synonym für Sportschuh. Turnschuhe im umgangssprachlichen Sinne sind somit fast alle Schuhe, die bei verschiedenen Sportarten zum Einsatz kommen, etwa Laufschuhe, Fußballschuhe, Basketballschuhe, Tennisschuhe, verschiedene Arten von Tanzschuhen und so weiter. Darüber hinaus bezeichnet man umgangssprachlich aber auch die im Alltag getragenen Sneakers als Turnschuhe, zu denen außer eigentlichen Sportschuhen auch solche Schuhe gehören, die Sportschuhen im Design nachempfunden sind.

## Sohle
Für den Sport in einer Turnhalle (die z. B. zu einer Schule gehört) müssen Turnschuhe oft eine helle Sohle haben, da schwarze Sohlen auf den Boden abfärben.